# Lycianthes profunderugosa
Lycianthes profunderugosa är en potatisväxtart som beskrevs av Friedrich August Georg Bitter. Lycianthes profunderugosa ingår i Himmelsögonsläktet som ingår i familjen potatisväxter. Inga underarter finns listade i Catalogue of Life.